# Euprymna stenodactyla
Euprymna stenodactyla  (лат.) — вид мелких головоногих моллюсков рода Euprymna из семейства сепиолид (Sepiolidae). Демерсальный тропический вид. Обитает в Индо-Тихоокеанском регионе: Маврикий. Есть сомнительные свидетельства о находках от Маскаренских островов до Австралии и Полинезии. Безвреден для человека, не является объектом промысла. Для оценки статуса вида недостаточно данных.